# Межбиблиотечный абонемент
Межбиблиотечный абонемент (также междубиблиотечный абонемент, межбиблиотечный обмен, МБА) — форма библиотечного обслуживания, предоставляющая читателям («абонентам») одной библиотеки возможность использования книжных фондов других библиотек.

## В Российской империи
Межбиблиотечный обмен существовал в России до революции, но имел очень небольшой объём. Так, библиотека Румянцевского музея выдавала 40—50 книг в год.

## В СССР
После Октябрьской революции 1917 по инициативе В. И. Ленина сразу же началась организация системы МБА.
С 1969 года межбиблиотечный абонемент в СССР регулировался «Положением о единой общегосударственной системе междубиблиотечного абонемента в СССР», утверждённым Министерством культуры СССР. МБА была организована по регионально-отраслевому принципу, с использованием всесоюзных и региональных центров; общегосударственным центром являлась Государственная библиотека СССР имени В. И. Ленина.
По состоянию на 1973 год в систему входили свыше 60 тысяч библиотек. Читатели получали книги для работы по заказу через местные библиотеки. По МБА можно было получить отечественные и зарубежные книги в оригиналах, микрофильмах или копиях. Возможен также был заказ книг из заграничных библиотек (международный абонемент). В 1973 году обмен по международному абонементу производился из 40 советских библиотек с 527 библиотеками 55 стран.

## В СНГ
Межбиблиотечный обмен в СНГ регулируется подписанным в 1999 году «Соглашением о создании системы межбиблиотечного абонемента государств-участников СНГ».